# 宮川惠子
宮川 惠子（みやがわ けいこ、1986年5月17日 - ）は、日本の元セーリング選手、コーチ。2016年リオデジャネイロオリンピック日本代表。愛知県出身。和歌山セーリングクラブ所属。旧姓は平井。

## 経歴
1996年頃よりセーリング競技を始める。清泉女学院中学高等学校卒業。日本大学出身。
2011年より栗栖佐和とペアを組み、成年女子スピリッツ級で第68回～第70回国民体育大会3連覇を達成。
2015年3月に日本セーリング連盟が始めた49erFX級の強化プロジェクトに参加したことをきっかけに、国体後の同年10月からは一回り年下で経験の浅い髙野芹奈とペアを組む。ペアを組んで半年という期間でありながら、2016年3月にアジアセーリング選手権大会49erFX級で優勝し、2016年リオデジャネイロオリンピックで新種目となった女子の49erFX級の日本代表を内定させた。リオデジャネイロオリンピックでは、20位であった。
その後は競技を引退し、現在はコーチを務める。